# 科里多尼亚
科里多尼亚（義大利語：Corridonia），是意大利马切拉塔省的一个市镇。总面积62平方公里，人口15374人，人口密度每平方公里248.0人（2009年）。ISTAT代码为043015。